# Neocryphoeca gertschi
Neocryphoeca gertschi là một loài nhện trong họ Hahniidae.
Loài này thuộc chi Neocryphoeca. Neocryphoeca gertschi được miêu tả năm 1970 bởi Roth.